# Øksfjordjøkelen
Øksfjordjøkelen (nordsamisch: Ákšovuonjiehkki) ist der neuntgrößte Gletscher des norwegischen Festlandes (Stand 2007). Er befindet sich ungefähr auf 70° nördlicher Breite an der Grenze zwischen den nordnorwegischen Provinzen (Fylke) Troms und Finnmark und ist ein Plateaugletscher.

## Beschreibung
Für den Gletscher wurde im Jahr 2006 ungefähr eine Fläche von 39 km² ermittelt. Das Plateau, auf dem sich der Gletscher befindet, liegt in einer Höhe von etwa 350–1200 m. In der Nähe des Gletschers liegt der Ort Alteidet in der Kommune Kvænangen und die Europastraße 6.
Der Gletscher wird von den Glaziologen im Buch Atlas over Breer i Nord-Skandinavia in 13 Abschnitte unterteilt. Das Gletscherwasser fließt in vier verschiedene Fjorde ab: Jøkelfjord bzw. Isfjord, Langfjord, Nuvsfjord und Øksfjord. Die einzelnen Entwässerungsflächen und auch die Gletscherabschnitte sind aber nicht genau definiert. Die 13 Abschnitte sind zwar nach hydrologischen Grundsätzen angelegt, beziehen sich in erster Linie auf in Täler vorstoßende Gletscherzungen und/oder Gletscherabschnitte, die durch markante Bergformationen abgetrennt werden.
Im Jøkelfjord erreichte das Eis über einen Abbruch Meereshöhe (bei der Messung am 11. Juli 1966 erreichte es das Meer); dieser Teil hängt aber nicht direkt an der Eismasse des Schildgletsches, sondern ist ein Sekundärgletscher, der aus den herabstürzenden Eismassen entsteht (Ist ein eigener Abschnitt, wäre Nr. 14.). Da keine zusammenhängende Eismasse, zählt dieser Vorstoß zum Meer nicht. Bei der Messung am 11. Juli 1966 war der tiefste Vorstoß, der mit dem Schildgletscher zusammenhängend war, auf 330 Meter über Meer. Die Gleichgewichtslinie (transient snow line) liegt zwischen 990 und 690 Meter über Meer, je nach Himmelsausrichtung. In einigen Abschnitten wurde keine Gleichgewichtslinie festgelegt, da sich in diesen Abschnitten keine typischen Auslassgletscher befinden.